# Юханссон, Ивар
Ивар Валентин Юханссон (швед. Ivar Valentin Johansson; 31 января 1903, Норрчёпинг, Швеция — 4 августа 1979, Норрчёпинг, Швеция) — шведский борец греко-римского и вольного стилей, трёхкратный чемпион Олимпийских игр, шестикратный чемпион и дважды призёр чемпионатов Европы по греко-римской борьбе, чемпион Олимпийских игр, трёхкратный чемпион Европы по вольной борьбе, 22-кратный чемпион Швеции по борьбе (1928—1943). Наряду с Карлом Вестергреном, Александром Медведем, Александром Карелиным,  Бувайсаром Сайтиевым и Михаином Лопесом является трёхкратным олимпийским чемпионом по борьбе, а также одним из трёх спортсменов, победивших на олимпиаде как в вольной, так и в греко-римской борьбе.

## Биография
Первый серьёзный международный старт борца состоялся на олимпийских играх в 1928 году.
На Летних Олимпийских играх 1928 года в Амстердаме боролся в весовой категории до 79 килограммов (средний вес). Турнир проводился по системе с выбыванием из борьбы за чемпионский титул после двух поражений. В категории боролись 17 спортсменов. После двух поражений выбыл из турнира.
| Круг | Соперник       | Страна       | Результат | Основание | Время схватки |
| ---- | -------------- | ------------ | --------- | --------- | ------------- |
| 1    | Эмиль Франтц   | Люксембург   | Победа    | Туше      | -             |
| 2    | Вяйнё Коккинен | Финляндия    | Поражение | Туше      | -             |
| 3    | Франтишек Гала | Чехословакия | Поражение | Туше      | -             |

В 1929 году завоевал «бронзу» на чемпионате Европы, в следующем году — «серебро», после этого ниже первого места на чемпионатах Европы борец не опускался. 
На Летних Олимпийских играх 1932 года в Лос-Анджелесе выступал в соревнованиях как по греко-римской, так и по вольной борьбе. Первыми шли соревнования по вольной борьбе.
В вольной борьбе Ивар Юханссон выступал в категории до 79 килограммов (средний вес); титул оспаривали 7 человек. Выбывание из турнира проходило по мере накопления штрафных баллов. Схватку судили трое судей, за чистую победу штрафные баллы не начислялись, за победу решением судей при любом соотношении голосов начислялся 1 штрафной балл, за проигрыш решением 2-1 начислялись 2 штрафных балла, проигрыш решением 3-0 и чистый проигрыш карался 3 штрафными баллами.
После поражения в первой схватке со счётом 3-0 шведский борец был разъярён. В результате он все остальные схватки закончил досрочно, в финале на третьей минуте уложив броском с захватом шеи и руки американца Роберта Хесса. Не набрав больше штрафных баллов, шведский борец стал олимпийским чемпионом.
| Круг | Соперник       | Страна                    | Результат | Основание                | Время схватки |
| ---- | -------------- | ------------------------- | --------- | ------------------------ | ------------- |
| 1    | Кюёсти Луукко  | Финляндия                 | Поражение | 3-0 (3 штрафных балла)   | 4:18          |
| 2    | Сумиюки Котани | Япония                    | Победа    | Туше (0 штрафных баллов) | 8:14          |
| 3    | Эмиль Пуальве  | Франция                   | Победа    | Туше (0 штрафных баллов) | 12:50         |
| 4    | Роберт Хесс    | Соединённые Штаты Америки | Победа    | Туше (0 штрафных баллов) | 2:10          |

После соревнований по вольной борьбе спортсмен, даже не явившись на пьедестал почёта, тут же отправился в сауну сгонять вес (в греко-римской борьбе он был заявлен в меньшей категории) и, сбросив около 5 килограммов за вечер и ночь, был в 10 утра допущен до соревнований.
В греко-римской борьбе регламент турнира был таким же. Ивар Юханссон выступал в категории до 72 килограммов (полусредний вес); титул оспаривали 8 человек. Ивар Юханссон стал чемпионом одних и тех же олимпийских игр во второй раз, и это было первым случаем в истории борьбы.
| Круг | Соперник      | Страна    | Результат | Основание                | Время схватки |
| ---- | ------------- | --------- | --------- | ------------------------ | ------------- |
| 1    | Дюла Зомбари  | Венгрия   | Победа    | Туше (0 штрафных баллов) | 4:18          |
| 2    | Арильд Даль   | Норвегия  | Победа    | Туше (0 штрафных баллов) | 11:04         |
| 3    | Освальд Кяпп  | Эстония   | Победа    | Туше (0 штрафных баллов) | 8:39          |
| 4    | -             | -         | -         | -                        | -             |
| 5    | Вяйнё Каяндер | Финляндия | Победа    | По очкам                 | -             |

В 1934, 1935 и 1937 годах Ивар Юханссон выигрывал чемпионаты Европы каждый раз в двух видах: как по вольной, так и по греко-римской борьбе.
На Летних Олимпийских играх 1936 года в Берлине выступал в соревнованиях только по греко-римской борьбе в категории до 79 килограммов (средний вес); титул оспаривали 16 человек. Регламент турнира оставался прежним. Ивар Юханссон опять оказался на голову сильнее своих соперников, набрав только два штрафных балла и став трёхкратным чемпионом олимпийских игр. 
| Круг  | Соперник         | Страна    | Результат | Основание                | Время схватки |
| ----- | ---------------- | --------- | --------- | ------------------------ | ------------- |
| 1     | Георгиос Лефакис | Греция    | Победа    | Туше (0 штрафных баллов) | 3:55          |
| 2     | Аднан Юрдаер     | Турция    | Победа    | Туше (0 штрафных баллов) | 8:20          |
| 3     | Людвиг Швайкерт  | Германия  | Победа    | 2-1 (1 штрафной балл)    | -             |
| 4     | Ибрагим Ораби    | Египет    | Победа    | Туше (0 штрафных баллов) | 7:46          |
| 5     | Вяйнё Коккинен   | Финляндия | Победа    | 3-0 (1 штрафной балл)    | -             |
| Финал | Йожеф Палоташ    | Венгрия   | Победа    | Туше (0 штрафных баллов) | 3:48          |

По профессии Ивар Юханссон был полицейским, с 1920-х годов патрулировал в Норрчёпинге. После окончания активной спортивной карьеры совмещал работу с тренерской деятельностью. Умер в 1979 году.
Ивар Юханссон - дядя известного палеонтолога Дональда Джохансона